# Liebling, bring die Hühner ins Bett
Liebling, bring die Hühner ins Bett ist eine deutsche Fernseh-Komödie von Matthias Tiefenbacher aus dem Jahr 2002. 2009 folgte mit Liebling, weck die Hühner auf eine Fortsetzung. 2017 wurde unter mit dem Titel Liebling, lass die Hühner frei ein dritter Teil gesendet. Die Hauptrollen spielen Barbara Rudnik, Axel Milberg und Ludwig Blochberger. Produziert wurde der Film von UFA Fiction für den Westdeutschen Rundfunk. Die Erstausstrahlung erfolgte am 11. Dezember 2002 auf Das Erste.

## Handlung
Familie Teuffel zieht aus Berlin weg ins brandenburgische Dorf Krummenwalde. Managerin Dr. Beate Teuffel will dort eine Getränkefabrik vor der Schließung retten, deren bisherigen Besitzer der Bürgermeister war. Kai, Lisa und Sophie sind alles andere begeistert über den Umzug und die neue Lebenssituation.
Anfangs hat auch Ehemann Steffen Bedenken, aber als Buchautor ist die zu erwartende Ruhe von Vorteil. Und so ersteigern sie einen alten Bauernhof und schon beim Einzug werden sie von der Nachbarschaft misstrauisch beäugt. Insbesondere Gerd Jänicke, Bürgermeister, Kneipenbesitzer und Wortführer des Ortes ist nicht begeistert, hätte er doch selbst den Hof gern gekauft. Steffen versucht das Eis zu brechen und übernimmt in der Kneipe die Zeche. Beate hat es da schon etwas schwerer, denn in der Getränkefabrik erwartet man nichts Gutes von der neuen Managerin. Doch anstatt gleich Kündigungen auszusprechen, verkündet sie die finanzielle Schieflage der Firma mit einer Produktionssteigerung auszugleichen. Bernhard Möller, der alte Betriebsleiter warnt jedoch, dass dies die Quelle nicht hergeben würde. Zu Hause wartet Steffen sehnlichst auf die Heimkehr seiner Frau, denn er braucht das Auto, weil er in Berlin einen Termin hat. In der Zwischenzeit beginnt er mit Sophie an einem Hühnerstall zu bauen. Sophie, die jüngste Tochter liebt Tiere und ist hellbegeistert und hat schon eine Katze, einen Hund und zwei Kaninchen, seit sie im Dorf ist. Auch Kai beginnt sich dem Landleben zu öffnen, nachdem er Jessica kennengelernt hat. Schockverliebt will er sein Abitur aufgeben und bei Jessicas Vater eine Forstlehre beginnen. Seine Schwester Lisa dagegen verschließt nicht nur ihre Zimmertür, sondern auch sich selbst vor den neuen Lebensumständen. Ihr Vater gibt sich alle Mühe, aber erst als sie Sabine kennenlernt, gibt sie ihre selbstgewählte Einsamkeit auf.
Um ihre Akzeptanz im Dorf zu erhöhen, will Beate ein Fest geben. Schließlich ist viel Platz auf dem Hof, aber dies wird vom Bürgermeister boykottiert, indem er selbst kurzentschlossen ein Sommerfest veranstaltet. Beate ist verärgert und zu allem Überfluss läuft es in der Firma auch gar nicht gut. Die Quelle ist, wie befürchtet, überlastet und die Produktion steht still. Steffen kann sie ein wenig aufheitern und schlägt vor, einfach über Probebohrungen eine neue Quelle zu suchen. Weniger angetan ist sie von Steffens Interesse für die Nachbarin, dabei könnte die Frau das Problem lösen helfen, weil sie die Begabung hat, Wasserquellen aufzuspüren. Doch stellt sich kein Erfolg ein und Beate will aufgeben. Da erfährt sie, dass ihr Vorgesetzter von Anfang an geplant hatte die Getränkefabrik in Krummenwalde zu schließen und an einer Sanierung der Firma überhaupt nicht interessiert war. Das will Beate nicht so einfach hinnehmen und es gibt gute Chancen eine neue Quelle zu finden. Die Bohrung müsste aber die Gemeinde allein finanzieren. Gegen den Widerstand des Bürgermeisters ist das ganze Dorf dafür und will sich sogar dafür einsetzen, die Getränkefabrik zu kaufen.
Da sich nun alles zum Guten fügt und mit der neuen Quelle die Zukunft des Ortes gerettet ist, wird Beate zur Ehrenbürgerin des Dorfes ernannt.

## Hintergrund
Barbara Rudnik spielte hier die Hauptrolle der Managerin Dr. Beate Teuffel, die karriebedingt von der Hauptstadt in ein Dorf in Brandenburg zieht. In den Fortsetzungen 2009 und 2017 übernahm Katja Flint die Rolle. Philippine Pachl, die die Rolle der Lisa Teuffel übernahm, wird in den Fortsetzungen von Cornelia Gröschel bzw. Anke Retzlaff verkörpert.
Es handelt sich um den letzten Film mit dem Schauspieler Werner Dissel, der hier die Rolle des Adolf spielte und einen Monat nach der Premiere von Liebling, bring die Hühner ins Bett am 22. Januar 2003 im Alter von 90 Jahren in Berlin starb.

## Kritik
Der Filmdienst meinte, Liebling, bring die Hühner ins Bett sei eine „amüsante (Fernseh-)Komödie um Stadt-Land- bzw. Ost-West-Gegensätze, die nicht ohne Charme vertraute Rollen-Klischees auftischt. “.
prisma.de befand: „Regisseur Matthias Tiefenbacher […] inszenierte eine leichte Familienkomödie mit schrägen Typen und vielen witzigen Ideen. Hier merkt man, dass jemand weiß, wie ein turbulentes Familienleben aussehen kann. Besonders gut: Axel Milberg als Vater Teuffel.“
Die Kritiker der Fernsehzeitschrift TV Spielfilm gaben dem Fernsehkomödie zwei von drei möglichen Punkten in der Kategorie „Humor“ und einen Punkt für die „Spannung“. Sie konstatierten: „Olle Story, aber Rudnik und Milberg amüsieren“. Der Film erhielt insgesamt die bestmögliche Wertung, Daumen nach oben.